# 9С19
9С19 «Имбирь» (по классификации НАТО — High Screen) — советская и российская самоходная радиолокационная станция секторного обзора из состава ЗРС С-300В.

## История создания
Разработка радиолокационной станции (РЛС) 9С19 была начата 4 февраля 1975 года по постановлению ЦК КПСС и Совета министров СССР. Основным предназначением зенитно-ракетного комплекса С-300В была противоракетная оборона, поэтому в состав системы была введена РЛС способная получать информацию о баллистических трассах в высоком темпе. РЛС разрабатывалась на самой современной элементарной базе в московском НИЭМИ под руководством заместителя главного конструктора В. П. Нечаева в отделе 13. В основу принципов работы РЛС был взят весь опыт, который был применён ранее при создании радиолокационной станции «Шпага». По причине того, что работы над РЛС 9С19 начались, в то время как большинство составных частей С-300В уже проходили полигонные испытания, были установлены жёсткие рамки по времени разработки. На быстроту выполнения задачи повлияла унификация приборного состава 9С19 с многоканальной станцией наведения ракет 9С32 и ЗРК 9К330 «Тор».
К январю 1983 года был изготовлен и доставлен на полигон опытный образец 9С19. А с февраля начались испытания. Испытания проходили на Эмбинском полигоне в течение нескольких лет. Условия испытаний были максимально приближены к боевым. По итогам испытаний были подтверждены высокие тактико-технические требования, заданные Министерством обороны СССР. В 1988 году радиолокационная станция «Имбирь» прошла государственные испытания в составе системы С-300В и была принята на вооружение.

## Описание конструкции
9С19 «Имбирь» является трёхкоординатной когерентно-импульсной радиолокационной станцией, обладает высокой пропускной способностью и работает в сантиметровом диапазоне электромагнитных волн. Для быстрого анализа секторов целеуказания, поступающих с командного пункта 9С457, в процессе регулярного сканирования местности использовалось электронное управление лучом. Программно обеспечены три режима работы РЛС.
Первый режим предназначен для обнаружения и сопровождения баллистических ракет типа «Першинг». В этом режиме обеспечена зона обзора на углах от −45° до +45° по азимуту, по углу места — от +26° до +75°, при этом дальность обнаружения составляет от 75 до 175 км. Обзор сектора поиска занимает от 12,5 до 14 секунд при максимальном количестве трасс — 16. Каждую секунду полученные координаты и параметры движения захваченной цели передаются на командный пункт 9С457.
Второй режим работы применяется для обнаружения и сопровождения авиационных баллистических и крылатых ракет с баллистическим стартом. В этом режиме обеспечена зона обзора на углах от −30° до +30° по азимуту, по углу места — от +9° до +50°, при этом дальность обнаружения составляет от 20 до 175 км. Каждые 0,5 секунды полученные координаты и параметры движения захваченной цели передаются на командный пункт 9С457.
Третий режим работы применяется для обнаружения и сопровождения аэродинамических целей, кроме того предусмотрено обнаружение постановщиков помех на расстояниях до 100 км. В этом режиме обеспечена зона обзора на углах от −30° до +30° по азимуту, по углу места — от 0° до +50°, при этом дальность обнаружения составляет от 20 до 175 км. Каждые 0,5 секунды полученные координаты и параметры движения захваченной цели передаются на командный пункт 9С457.

### Ходовая часть
Все средства радиолокационной станции 9С19 установлены на специальное гусеничное шасси, имеющее индекс ГБТУ — «Объект 832». Шасси разработано в конструкторском бюро Ленинградского завода имени Кирова. В основе конструкции лежит шасси самоходной пушки 2С7 «Пион». Изменено положение моторно-трансмиссионного отделения (перенесено в кормовую часть машины), узлы и агрегаты шасси по отдельным узлам унифицированы с танками Т-72 и Т-80.

## Модификации
- 9С19 — РЛС ЗРС С-300В.
- 9С19М — РЛС ЗРС С-300ВМ.
- 9С19М2 — модернизированная РЛС ЗРС С-300В. Учтены замечания при работе с базовым вариантом, поступила на вооружение в 1995 году.